# Ferdinand Bilstein (компания)
Ferdinand Bilstein GmbH + Co. KG — семейная компания в седьмом поколении со штаб-квартирой в г. Эннепеталь, Германия. Компания занимается производством и поставкой комплектующих для легковых автомобилей и коммерческого транспорта. Компания зарегистрировала зонтичный бренд bilstein group, под которым объединила три собственных продуктовых бренды febi, SWAG и Blue Print.

## Организация и сфера деятельности
Ferdinand Bilstein GmbH + Co. KG управляет всеми отечественными и зарубежными филиалами и заводами (сейчас 21 международное дочернее предприятие). Основное направление деятельности — рынок запасных частей для ремонта автомобилей. Ассортимент продукции компании насчитывает более 60 000 наименований различных запчастей для легковых автомобилей и коммерческого транспорта. Кроме того, у компании есть собственное производство — bilstein group Engineering  , специализирующееся на изготовлении высокоточных компонентов для независимого рынка запасных частей, а также для различных отраслей промышленности, в том числе технологий привода и трансмиссии. Комплекс предоставляемых компанией услуг охватывает почти всю производственную цепочку: от подбора и анализа материалов, производства инструментов, машинной обработки и закалки до компьютеризированного контроля качества. В рамках серийного производства компания ежегодно производит от 500 до 200 000 единиц каждого наименования.

## История
Компания была основана в 1844 году Фердинандом Даниэлем Бильштайном под названием «Фердинанд Бильштайн». Сначала компания занималась изготовлением специальных инструментов и оборудования для металлургии. С 1882 года она начинает производить винты, гайки и другие крепежные элементы. Запатентованный винт рессоры febi, который был впервые представлен на автомобильной выставке в Берлине в 1921 году, позволил компании выйти на независимый рынок запасных частей и оригинального оборудования для автомобильной промышленности. С 1937 года Фердинанд Бильштайн запустил процесс разработки и продажи первых ремкомплектов для шкворней поворотных кулаков. В 1950-х годах началось активное расширение производственных мощностей для изготовления запчастей для легковых автомобилей и коммерческого транспорта. Кроме комплектов винтов рессоры в городе Эннепеталь изготавливались также колесные и осевые винты.
В 1956 году Фердинанд Херманн Бильштайн и Арнольд Зикерманн открыли в регионе Айфель независимое подразделение Bilstein & Siekermann GmbH & Co. В этом же году началось строительство первого производственного цеха, станки для оснащения которого были привезены из г. Эннепеталь. Они использовались в основном для изготовления запорных винтов и гаек для известных автопроизводителей. В 2003 году владельцами Bilstein & Siekermann было принято решение продать свои доли в компании холдинга Indus Holding.
Ассортимент продукции постоянно расширялся и предприятие все больше концентрировалось на поставках деталей для вторичного рынка. В 1971 году во главе компании стал Рольф Бильштайн, который сконцентрировался на расширении коммерческой деятельности. Вместе с Дитером Зикерманном новый директор занимался непрерывным расширением ассортимента продукции. В течение следующих трех десятилетий компания постоянно развивалась. Её оборот увеличился с 5 млн немецких марок в 1971 году до 250 млн евро в 2007 году, когда Рольф Бильштайн ушёл в отставку. Его место занял Карстен Шюсслер-Бильштайн, а в 2010 году помощником нового руководителя стал Ян Зикерманн, сын Дитера Зикерманна.

#### febi, SWAG, Blue Print
Приобретение компании SWAG Autoteile GmbH в 2000 году позволило предприятию создать равноценную альтернативу известному бренду febi. В 2011 году была куплена компания ADL (Automotive Distributors Ltd.) совместно с брендом Blue Print. На выставке Automechanika в 2012 году компания Ferdinand Bilstein представила зонтичный бренд bilstein group, который объединил продуктовые бренды febi, SWAG и Blue Print.
Летом 2017 года в состав Ferdinand Bilstein GmbH + Co. KG вошла компания KM Autotechnik Kary + Mangler, расположенная в городе Дурмерсгайм (земля Баден-Вюртемберг). Данная компания специализировалась на изготовлении сцеплений. Компетенции в сфере сцеплений были консолидированы под продуктовыми брендами febi — для коммерческого транспорта и Blue Print — для легковых автомобилей.